# Dhāmpur
Dhāmpur är en ort i Indien.   Den ligger i distriktet Bijnor och delstaten Uttar Pradesh, i den norra delen av landet, 150 km nordost om huvudstaden New Delhi. Dhāmpur ligger 241 meter över havet och antalet invånare är 49 973.
Terrängen runt Dhāmpur är mycket platt. Runt Dhāmpur är det mycket tätbefolkat, med 1 018 invånare per kvadratkilometer. Närmaste större samhälle är Nagīna, 16,7 km norr om Dhāmpur. Trakten runt Dhāmpur består till största delen av jordbruksmark.